# Далс (Орегон)
Далс (енгл. The Dalles) град је у америчкој савезној држави Орегон.

## Демографија
По попису из 2010. године број становника је 13.620, што је 1.464 (12,0%) становника више него 2000. године.
| Група             | 2000.          | 2010.          |
| Белци             | 10.271 (84,5%) | 10.578 (77,7%) |
| Афроамериканци    | 48 (0,4%)      | 64 (0,5%)      |
| Азијати           | 117 (1,0%)     | 132 (1,0%)     |
| Хиспаноамериканци | 1.276 (10,5%)  | 2.318 (17,0%)  |
| Укупно            | 12.156         | 13.620         |